# Jambyn Batmönkh
Jambyn Batmönkh, né le 10 mars 1926 à Khyargas et mort le 14 mai 1997 à 0ulan-Bator, est un homme politique mongol. Il est secrétaire général du Parti révolutionnaire du peuple mongol, Premier ministre et chef de l'État sous le régime communiste de la République populaire mongole.

## Biographie
Batmönkh intègre le parti communiste mongol, connu sous le nom de Parti révolutionnaire du peuple mongol (PRPM) en 1948 et commence son ascension politique. Il entre au comité central en 1971 et en 1973, il devient ministre des Sciences et de l'Éducation, puis membre de l'organe suprême du parti, le politburo en 1974. Batmönkh est nommé le 11 juin de la même année au poste de secrétaire du Conseil des ministres, ce qui correspond au chef de gouvernement de la Mongolie. Il est aussi premier secrétaire du PRPM.
Le congrès du PRPM d'août 1984 pousse Yumjagiyn Tsedenbal, gravement malade, à la retraite et place Batmönkh à son poste de secrétaire général (gensek) du PRPM. Le 12 décembre de la même année, Batmönkh devient aussi chef de l'État (nominalement président du Grand Khoural, le parlement mongol ou, plus précisément, président du Présidium du conseil populaire du Grand Khoural). Le nouveau chef d'État raffermit les liens déjà étroits entre l'Union des républiques socialistes soviétiques et la Mongolie depuis 1924.
Le secrétaire général du Parti communiste de l'URSS, Mikhaïl Gorbatchev, vient en visite à Oulan-Bator en 1985 et convertit la Mongolie à la politique d'ouverture prônée par le voisin soviétique. Perestroïka et Glasnost deviennent les mots d'ordre de Batmönkh et du PRPM. Devant la montée du mécontentement populaire face à la lenteur des réformes promises et la remise en cause du rôle du parti communiste, Batmönkh démissionne de son poste de chef de l'État en mars 1990 et laisse la place à Punsalmaagiyn Ochirbat.